# Gleb Drozdov
Gleb Borissovitch Drozdov (Глеб Бори́сович Дроздо́в), né le 27 novembre 1940 à Orsk et mort le 16 décembre 2000 à Togliatti, est un metteur en scène de théâtre russe et soviétique. Il est distingué comme artiste du peuple de la RSFSR en 1982. Il est lauréat du prix Stanislavski en 1974. Il est le fondateur et le directeur artistique du premier théâtre sous contrat du pays, le théâtre Kolesso (La Roue) de Togliatti.

## Biographie
Gleb Drozdov naît en 1940 dans une famille d'acteurs. Il monte sur scène dès l'enfance et en 1961 entre au GITIS de Moscou à la faculté de mise en scène dans les cours d'Andreï Gontcharov. Il présente son travail de diplôme à Nijni Novgorod. Après avoir terminé en 1966 le GITIS il travaille comme metteur en scène principal du cirque de Saratov. En 1967-1969, il est metteur en scène au théâtre dramatique russe de Bakou. Dans la période de 1969 à 1983, Drozdov est le metteur principal du théâtre dramatique de Voronej. C'est à vingt-huit ans le metteur en scène principal le plus jeune d'URSS. Il dirige aussi la chaire de jeu d'acteur de l'institut des arts de Voronej.
De 1983 à 1988, il est metteur en scène principal de théâtre dramatique de Iaroslavl et enseigne parallèlement à l'institut de théâtre de Iaroslavl.
Il fonde en 1988 le premier théâtre sous contrat du pays après que le premier secrétaire du parti de la ville de Togliatti, Sergueï Tourkine, le lui a proposé. Il s'agit du théâtre Kolesso (La Roue) à Togliatti et il en devient le directeur artistique. Il dirige les cours du GITIS au théâtre Kolesso de 1990 à 1994.
Il enseigne à partir de 1994 à la chaire de théâtre de l'université Tatichtchev de la Volga.
Il a en tout monté 91 spectacles dont 28 au théâtre Kolesso. Parmi ses spectacles les plus réputés, l'on retient Les Étoiles d'un ciel matinal d'Alexandre Galine et Je suis le pauvre Soso Djougachvili de Korky (1989), Les Fiançailles de Gogol et Pygmalion de G.B. Shaw (1990), Le Pouvoir des ténèbres de Tolstoï et Othello de Shakespeare, L'Opéra du fou d'après Le Révizor de Gogol et Les Fourberies de Scapin de Molière (1995), etc.
Il est distingué comme citoyen d'honneur de la ville de Togliatti, le 19 mai 1999.
Il était marié avec l'artiste du peuple de Russie, Natalia Drozdova. Il meurt le 16 décembre 2000 à Togliatti et est enterré au cimetière Banykinskoïe de la ville. Après sa mort, le théâtre Kolesso prend le nom de Drozdov et on y appose une plaque.

## Distinctions
- Artiste du peuple de la RSFSR (1982).
- Prix Stanislavski (1974), pour Chronique d'un jour (avec Edouard Pachnev) sur la scène du théâtre dramatique de Voronej, à propos du sort de Salvador Allende.

## Publications de Drozdov
- (ru) Concrétiser avant la revue politique Воплотить до политического ревю, in La Vie théâtrale (Театральная жизнь), 1983, n° 5
- (ru) Le théâtre politique nécessite de l'inspiration, in La Vie théâtrale, 1984, n° 6
- (ru) À propos des rêves qu'il est temps de réaliser, in La Vie théâtrale, 1981, n° 4
- (ru) Je voulais relancer une vraie entreprise de théâtre, in La Vie théâtrale, 1999, n° 2